# Parco nazionale del lago Narač
Il parco nazionale del lago Narač (in bielorusso Natsyyanal'ny Park Naračanski) è un parco nazionale situato nella regione di Minsk in Bielorussia. Istituito nel 1999, protegge il lago Narač e la regione circostante, un ambiente lacustre molto ricco di vita e biodiversità, in particolare come sito per uccelli di passo.

## Geografia
Il territorio in cui è ubicato il parco è la più vasta area di villeggiatura della Bielorussia, ampiamente frequentata grazie alle pittoresche cittadine che si affacciano sui laghi, alle acque limpide e alla presenza di sorgenti termali. Il parco è attraversato dai fiumi Strača, Naročanka, Vuzlyanka e Sviritsa, che alimentano 43 laghi, i più grandi dei quali sono il Narač, il Myastra e il Batorino.

### Flora
Quasi metà del territorio protetto è ricoperto da foreste di betulle e di conifere, mentre dove il suolo è più umido proliferano muschi, licheni, funghi e alghe. Nel parco crescono anche piante rare e protette, come la bella orchidea scarpetta di Venere.

### Fauna
Tra gli animali che popolano le foreste vi sono cervi, cinghiali, alci e caprioli, ma non sono rari cani procioni, tassi, martore, visoni, lontre, castori e topi muschiati. Ben più numerosi dei mammiferi, tuttavia, sono gli uccelli: tra questi ricordiamo il tarabuso, la gru cenerina e il falco pescatore, che in questo ambiente trova grande abbondanza di prede grazie alla ricca fauna ittica dei laghi, dove nuotano, tra gli altri, lucci, triotti, persici, abramidi, carassi e acerine.